# Powiat ihumeński
Powiat lub ujezd ihumeński – dawny powiat guberni mińskiej Imperium Rosyjskiego, wcześniej część powiatu mińskiego województwa mińskiego Wielkiego Księstwa Litewskiego. W 1812 roku w departamencie wileńskim WKL. W latach 1919–1920 powiat w składzie okręgu mińskiego Zarządu Cywilnego Ziem Wschodnich (ZCZW) – tymczasowej jednostki terytorialnej pod polską administracją. Dzisiaj częściowo pokrywa się z nim rejon czerwieński na Białorusi.

## Demografia
Według spisu ludności w grudniu 1919 roku powiat ihumeński okręgu mińskiego ZCZW zamieszkiwało 221 758 osób, z których 65,7% zadeklarowało się jako Białorusini, 12,2% – Polacy, 7,2% – Żydzi, 2,9% – „tutejsi”, 0,1% – Litwini, 5,6% – przedstawiciele innych narodowości (głównie Rosjanie). Na terytorium powiatu znajdowało się 1613 miejscowości, z których 6 miało 1–5 tys. mieszkańców. Największą z nich był Ihumeń z 4669 mieszkańcami.

## Oświata
W powiecie ihumeńskim okręgu mińskiego ZCZW, w roku szkolnym 1919/1920 działało 306 szkół powszechnych, 10 szkół średnich i 1 szkoła zawodowa. Ogółem uczyło się w nich 19 229 dzieci i pracowało 568 nauczycieli.